# ウィリアム・サウスゲート
サー・ウィリアム・デイヴィッド・サウスゲート（Sir William David Southgate、1941年8月4日 - ）は、ニュージーランド出身の作曲家、指揮者。

## 来歴
オタゴ地方で生まれ育つ。幼少時から音楽に興味を示し、5歳のときにピアノラ（自動ピアノ）をきっかけにピアノを習い始める。9歳のときに自らの人生を音楽のために捧げることを決意する。
名門オタゴ・ボーイズハイスクール卒業後、オタゴ大学へ進学し、学士号（音楽）と修士号を取得する。1967年に奨学金を得て渡英し、ギルドホール音楽演劇学校へ進学、同校でリコルディ指揮者賞を受賞する。その後ロンドンに活動の場を移し、ロイヤル・シェイクスピア・カンパニーへ楽曲を提供する。
1974年にニュージーランドへ帰国後、作曲家、指揮者、編曲家として活動を開始、クライストチャーチ交響楽団首席客演指揮者、ニュージーランド交響楽団指揮者、ウェリントン・ユースオーケストラ指揮者に就任する。ロイヤル・ニュージーランド・バレエ・ミュージカル監督、ウェリントン・シティー・オペラ（現在のNBRニュージーランド・オペラ）音楽監督を歴任する。1997年からはクライストチャーチ交響楽団の桂冠指揮者。指揮者としてシドニー交響楽団、メルボルン交響楽団、ロイヤル・フィルハーモニー管弦楽団、ロイヤル・スコティッシュ管弦楽団、ハレ管弦楽団、ヘルシンキ・フィルハーモニー管弦楽団、ベルリン放送交響楽団ほかとの数多く共演している。
ラジオ・ニュージーランドでは音楽解説者としてハチャトゥリアン、コルンゴルト、ステーンハンマルほか、多くの作品解説を行う。作曲家として、3編の交響曲を作曲している。
1994年にニュージーランド出身の芸術家として初めてナイト (Kight Bachelor) を授与され、サー (Sir) の称号を得る。女王功績メダル、ウェリントン音楽賞（2003年）、オタゴ大学名誉博士号ほか、多数の受賞歴がある。